# 小山肆成
小山 肆成（こやま しせい、文化4年（1807年） - 文久2年9月6日（1862年10月28日））は、江戸時代後期の医師。天然痘の予防に貢献した。号は蓬洲（ほうしゅう）。通称は敬介。和歌山県の医学界では華岡青洲と並び「北の青洲、南の蓬洲」と評価されている。

## 生涯
文化4年（1807年）、紀伊国牟婁郡久木村（現和歌山県西牟婁郡白浜町久木）に生まれた。幼名は小文冶。兄の文明は京都で学んでいたが文政5年（1822年）に急逝。自らも兄と同じく京都で医学を志し、文政6年（1823年）より儒学を兄の師であった岡田南涯、医学を宮廷医師の高階枳園に学んだ。さらに本草学も学んで医師として認められ、烏丸に「東風館」を建て開業した。
天保期、熊野地方では天然痘が猛威を振るい、天保6年（1835年）に甥の一家が疱瘡で亡くなったことを知り天然痘の研究に没頭した。エドワード・ジェンナーの牛痘法が中国に伝わり邱熺が著していた『引痘略』を師の高階枳園から入手し、和訳したものを『引痘新法全書』として京都・大坂・江戸で出版して普及に努めた。
嘉永2年（1849年）には日本で初めて天然痘予防弱性ワクチン牛化人痘苗（ぎゅうかじんとうびょう）の実験に成功した。
文久2年（1862年）9月、京都で亡くなった。